# Ding Ling
Ding Ling, född 12 oktober 1904 i Linli, Hunan, död 4 mars 1986, var en kinesisk författare. Hon växte upp som Jiǎng Bīngzhī i en välbärgad familj i provinsen Hunan.
Hennes far dog när hon var ung och hennes mor gick med i kommunistpartiet 1927. Ding Ling studerade vid universitetet i Shanghai och upptäckte den västerländska litteraturen. Hon började skriva noveller, som handlade om unga kvinnor som motsatte sig patriarkatet. 1931 gick Ding Ling med i kommunistpartiet och 1933 arresterades hon av myndigheterna. 1936 flydde hon till kommunistpartiets högkvarter i Bao'an. Hon fick ansvara för kulturen i partiets tidning Jiefang Ribao (Befrielsens Dagblad). 
I januari 1940 höll Mao Zedong en serie tal i Yan'an om "Kulturen i den nya demokratin", där han fördömde "omdömeslös assimilering av utländska företeelser". Våren 1942 kritiserade flera författare partiets syn. På kvinnodagen 8 mars kritiserade Ding Ling partiets könsdiskriminering. Partiet svarade med att anordna "Konferensen om litteratur och konst" i maj 1942. Efter en kampanj gjorde Ding Ling och andra avbön och skickades iväg för att omskolas av "massorna".
1948 publicerade Ding Ling sin mest berömda roman "Solen skiner över Sangganfloden". När revolutionen segrat i hela Kina 1949 fick Ding Ling ledande poster. Men under kampanjen mot högeravvikelser 1957 anklagades hon för högeridéer. Under kulturrevolutionen blev hon misshandlad flera gånger och 1968 satt hon tio månader i fängelse.
Inga av Ding Lings verk finns översatta till svenska.